# اقتصاد كوستاريكا
ظل اقتصاد كوستاريكا مستقرًا منذ بضع سنوات، مع استمرار نمو الناتج المحلي الإجمالي والتضخم المعتدل، رغم ارتفاع معدل البطالة: 8.13% في عام 2018. خرج اقتصاد كوستاريكا من الركود عام 1997، وأظهر نموًا إجماليًا قويًا منذ ذلك الحين. قُدر الناتج المحلي الإجمالي لعام 2017، بـ61.5 مليار دولار أمريكي، بزيادة كبيرة عن 52.6 مليار دولار أمريكي في عام 2015، بينما بلغ نصيب الفرد في عام 2017 (وفقًا لتعادل القوة الشرائية) 12,382 دولار أمريكي.
ظل التضخم عند مستوى يتراوح من 4% إلى 5% سنويًا لعدة سنوات حتى عام 2015، ثم تراجع إلى 0.7% في عام 2016، وكان من المتوقع أن يرتفع إلى مستوى لا يزال متوسطًا يبلغ 2.8% بحلول نهاية عام 2017. في عام 2017، كانت كوستاريكا من بين أعلى مستويات المعيشة في أمريكا الوسطى على الرغم من ارتفاع مستوى الفقر، الذي انخفض بنسبة 1.2% في عام 2017 ليصل إلى 20.5% بفضل خفض التضخم والفوائد المقدمة من الحكومة. قُدر مستوى البطالة 8.1% في عام 2017، وهو تقريبًا نفس مستوى عام 2016.
تطورت البلاد من اقتصاد كان يعتمد في الماضي على الزراعة فقط، إلى اقتصاد أكثر تنوعًا، يقوم على السياحة، والإلكترونيات، وتصدير المكونات الطبية، والتصنيع الطبي وخدمات تكنولوجيا المعلومات. توظف الخدمات المؤسسية للشركات الأجنبية نحو 3% من قوة العمل. تولد الزراعة 5.5%، والصناعة 18.6%، بينما تولد الخدمات 75.9%، من الناتج المحلي الإجمالي (وفقًا لعام 2016). توظف الزراعة 12.9% من قوة العمل، والصناعة 18.57%، والخدمات 69.02% (وفقًا لعام 2016). تعمل العديد من الشركات الأجنبية في مختلف مناطق التجارة الحرة. في عام 2015، بلغ إجمالي الصادرات 12.6 مليار دولار أمريكي، في حين بلغ إجمالي الواردات 15 مليار دولار أمريكي مقابل عجز تجاري قدره 2.39 مليار دولار أمريكي.
يشكل الدين المتزايد وعجز الميزانية الشواغل الرئيسية للبلاد. بحلول أغسطس 2017، كانت كوستاريكا تواجه صعوبة في سداد التزاماتها، ووعد الرئيس بإجراء تغييرات جذرية لمعالجة «أزمة السيولة». من التحديات الأخرى التي تواجه كوستاريكا في محاولاتها لزيادة الاقتصاد من خلال الاستثمار الأجنبي، ضعف الهياكل الأساسية والحاجة إلى تحسين كفاءة القطاع العام.

## الدين العام والعجز
يعد مستوى الدين العام من أهم شواغل البلاد، وخاصةً كنسبة مئوية من الناتج المحلي الإجمالي، الذي ارتفع من 29.8% في عام 2011 إلى 40.8% في عام 2015 وإلى 45% في عام 2016. بلغ إجمالي الدين 22.648 مليار دولار عام 2015، أي بزيادة تبلغ 3 مليارات دولار عن عام 2014. بلغ الدين 4711 دولارًا للشخص الواحد، على أساس نصيب الفرد. كان لكوستاريكا حد ائتمان رسمي مع البنك الدولي بقيمة 947 مليون دولار أمريكي في أبريل 2014، أخِذ منها 645 مليون دولار أمريكي، ولا يزال 600 مليون دولار أمريكي دون التسديد.
في تقرير صادر في يونيو 2017، ذكر صندوق النقد الدولي أن النمو السنوي زاد بقليل عن 4% مع معدل تضخم معتدل. أضاف التقرير أن «النظام المالي يبدو سليمًا، وأن نمو الائتمان لا يزال متسقًا مع التعميق المالي السليم واتجاهات الاقتصاد الكلي. أشارت الوكالة إلى أن العجز المالي لا يزال مرتفعًا، وأن الدين العام يواصل الارتفاع بسرعة على الرغم من الجهود المكثفة التي بذلتها السلطات لضبط الأوضاع المالية في عام 2016. انعكس التقدم الذي أحرِز مؤخرًا في ضبط الأوضاع المالية جزئيًا، ولا يزال التوصل إلى توافق سياسي في الآراء بشأن حزمة مالية شاملة أمرًا بعيد المنال».
أعرب صندوق النقد الدولي عن قلقه إزاء تزايد العجز والدين العام والدَوْلرة (استخدام الدولار بالتوازي مع أو بدلًا من العملة المحلية) في الأصول المصرفية والمطلوبات، محذرًا من أن هذه الجوانب «تقوض ثقة المستثمرين بشكل خطير» في ظل ظروف مالية عالمية أكثر إحكامًا من المتوقع. أوصى الفريق أيضًا باتخاذ خطوات لخفض استحقاقات المعاشات التقاعدية وزيادة حجم مساهمة الجمهور وزيادة فعالية تكاليف نظام التعليم.
خفضت وكالة موديز للمستثمرين، التصنيف الائتماني للبلاد في أوائل عام 2017 من Ba1 إلى Ba2، مع توقعات سلبية على التصنيف. أشارت الوكالة على وجه الخصوص إلى «ارتفاع عبء الدين العام واستمرار ارتفاع العجز المالي، الذي بلغ 5.2% من الناتج المحلي الإجمالي في عام 2016». أعربت وكالة موديز عن قلقها إزاء «عدم وجود توافق سياسي في الآراء حول تطبيق إجراءات خفض العجز المالي، مما سيؤدي إلى مزيد من الضغط على نسب الدين العام». في أواخر يوليو 2017، قدّر البنك المركزي عجز الميزانية بنسبة 6.1 في المئة من الناتج المحلي الإجمالي للبلاد. حذرت دراسة أجرتها منظمة التعاون الاقتصادي والتنمية في عام 2017 من أن خفض الدين الخارجي يجب أن يكون أولوية عالية جدًا للحكومة. أوصِي أيضًا بإصلاحات مالية أخرى لتخفيف عجز الميزانية.
في عام 2014، قدم الرئيس لويس غييرمو سوليس ميزانية بزيادة قدرها 19% في الإنفاق لعام 2015، وبزيادة قدرها 0.5% لعام 2016، وزيادة بنسبة 12% لعام 2017. عندما اقتُرحت ميزانية عام 2017 أخيرًا، بلغ مجموعها 15.9 مليار دولار أمريكي. تمثل مدفوعات الدين ثلث ذلك المبلغ. كان الشاغل الأكثر إثارة للقلق، الحاجة لتمويل 46% من الميزانية، وهي الخطوة التي من شأنها زيادة الدين المستحق للكيانات الأجنبية. في أواخر يوليو 2017، قدّر البنك المركزي عجز الميزانية بنسبة 6.1 في المئة من الناتج المحلي الإجمالي للبلاد.

### أزمة السيولة
في أوائل أغسطس 2017، اعترف الرئيس لويس غييرمو سوليس بأن البلاد تواجه «أزمة سيولة»، وهي عدم القدرة على سداد جميع التزاماتها وضمان الخدمات الأساسية. في سبيل معالجة هذه القضية، وعد بأن تنظر حكومته في زيادة ضريبة القيمة المضافة ومعدلات ضريبة الدخل المرتفعة. قال سوليس للأمة أن مثل هذه الخطوات ضرورية. أفاد «رغم كل الدعوات والجهود العامة التي بذلناها منذ بداية إدارتي لاحتواء الإنفاق وزيادة الإيرادات، لا تزال هناك فجوة يجب سدها بموارد جديدة». خلّص سوليس إلى أن الأزمة كانت تحدث على الرغم من النمو وانخفاض التضخم واستمرار أسعار الفائدة المعتدلة.
أوضح سوليس أن الخزانة ستمنح الأولوية للمدفوعات على الدين العام أولًا، ثم الرواتب، ثم المعاشات التقاعدية. تشمل الأولويات اللاحقة التحويلات إلى المؤسسات «وفقًا للإلحاحية الاجتماعية». لن تُسدد جميع المدفوعات الأخرى إلا إذا توفرت الأموال.

## تحديات أخرى
يحدد تقرير صادر عن الحكومة الأمريكية في عام 2016 التحديات الأخرى التي تواجه كوستاريكا في سعيها إلى توسيع اقتصادها من خلال العمل مع المستثمرين الأجانب المحتملين:
- ستستفيد الموانئ والطرق وشبكات المياه من التحسينات الرئيسية. تعيق الشواغل البيرقراطية والقانونية محاولات الصين للاستثمار في تحسين هذه الجوانب.
- غالبًا ما تكون البيرقراطية بطيئة ومرهقة.
- تحتاج البلاد إلى المزيد من العمال الذين يجيدون اللغة الإنجليزية ولغات كالبرتغالية والماندراين الصينية والفرنسية. ستستفيد أيضًا من المزيد من خريجي برامج العلوم والتكنولوجيا والهندسة والرياضيات.
- يسيطر احتكار الدولة على بعض القطاعات، إذ يستبعد المنافسة، ولكن من نواح أخرى «تتسم قوانين كوستاريكا، والأنظمة والممارسات عمومًا بالشفافية وتعزز المنافسة».
- كانت البلاد بطيئة في استكمال تقييمات الأثر البيئي التي تسببت في تأخير إنجاز المشاريع.
- بطء عملية تسجيل المنتجات، على الرغم من إمكانية تحسين ذلك مع الرقمنة.
- على الرغم من محاولات الحكومة لتحسين إنفاذ قوانين الملكية الفكرية، فإن هذا الجانب يظل مصدر قلق.